# Berlancourt (Aisne)
Berlancourt település Franciaországban, Aisne megyében. Lakosainak száma 81 fő (2022. január 1.). Berlancourt Marfontaine, Marle, La Neuville-Housset, Thiernu és Voharies községekkel határos.

## Népesség
A település népességének változása:
| Lakosok száma | 122  | 117  | 112  | 87   | 108  | 111  | 103  | 88   | 85   | 81   |
|               | 1968 | 1982 | 1990 | 2006 | 2013 | 2015 | 2017 | 2019 | 2020 | 2022 |